# Román Martínez
Román Fernando Martínez, född 27 mars 1983 i Morón i Argentina, är en argentinsk fotbollsspelare som spelar som mittfältare för spanska Espanyol.
Martínez påbörjade sin karriär hos den lokala klubben Club Deportivo Morón 2000 i argentinska tredjedivisionen. 2003 gick Martínez till Arsenal de Sarandí i Primera División, för att 2006 lånas ut till den lägre divisionen för spel hos CA Tigre. Martínez hjälpte dem redan i första säsongen att ta sig upp till högsta divisionen igen. Nästföljande säsong fick Martínez spela nästan varenda match för Tigre och tog dem ända upp till andra plats i ligan, vilket är klubbens bästa resultat genom tiderna.
23 juli 2008 meddelades det att Román var klar för spanska Espanyol efter två år på lån hos Tigre. 2009 lånades han ut till CD Tenerife, som sedan åkte ut ur högsta divisionen, varav han flyttades tillbaka till Espanyol.

## Fotnoter
1. 1 2 3  ”Spelarprofil”. RCD Espanyol. Arkiverad från originalet den 27 april 2013. https://archive.is/20130427191448/http://www.rcdespanyol.com/ingles/index.php?modulo=jugador&jugador=2865&Amenu=jugador. Läst 8 december 2008.
2. 1 2  ”Martinez poised to join Espanyol from Arsenal”. ESPN Soccernet. 23 juli 2008. Arkiverad från originalet den 10 mars 2016. https://web.archive.org/web/20160310070834/http://m.espn.go.com/soccer/story?storyId=556936&lang=EN&leagueTag=ESP.1&pg=-1. Läst 8 december 2008.